# Йоганнес Фробен
Йоганнес Фробен (нім. Johannes Frobenius; Гаммельбург, Франконія, бл. 1460 — Базель, 27 жовтня 1527) — відомий Базельський видавець і друкар.
Був другом Еразма Роттердамського. Останній зупинявся в будинку Фробена, коли бував в Базелі. Фробен видавав роботи Еразма, а той керував в друкарській Фробена виданням праць Єроніма Стридонського, Кипріяна Карфагенського, Тертуліана, Іларія Піктавійського, Амвросія Медіоланського. Однією з найвідоміших книг, надрукованих Фробеном, став Новий Завіт грецькою мовою з латинським перекладом Еразма Роттердамського, який отримав назву Novum Instrumentum omne (Novum Instrumentum omne, 1516). Цим виданням керувався Мартін Лютер, коли робив свій переклад.